# August Heinrich Prell
August Heinrich Prell († 1853) war ein deutscher Apotheker. Er gründete 1842/43 die Prell’sche Brauerei in der Neuen Jakobstraße 26 zu Berlin, aus der die Schultheiss-Brauerei hervorgegangen ist.

## Leben
Ursprünglich betrieb Prell eine chemische Fabrik in der Weberstraße 16. Dann übernahm er die Schankstube seines Schwiegervaters, des Destillateurs Claude, die sich zuvor bereits in der Neuen Jakobstraße 26 befand. Es hatte neben dem Vorderhaus zwei Seitengebäude und ein Quergebäude. Alles zusammen hatte einen Feuerversicherungswert von 22.650 Reichsthalern. Zur Eigentümergemeinschaft gehörte auch Prells Ehefrau.
Am 12. Oktober 1843 erfolgte die Grundsteinlegung zum Bau einer Bayrisch Bierbrauerei in der Neuen Jakobstraße 26.
Neu errichtet wurde eine Mälzerei plus Sudhaus mit Kühlschiff. Der Hauskeller diente teilweise als Malztenne, aber auch als Gärkeller. Bereits im ersten Geschäftsjahr erwarb Prell einen Lagerkeller in der Schönhauser Allee 39, weil in der Berliner Innenstadt der Grundwasserspiegel für Brauereikeller zu hoch war.
Ludwig Pietsch erinnerte 1892 die Prell’sche Bierstube als „urgemütliches Lokal“ ...